# Topactaxe (Tusba)
Topactaxe (em turco: Topaktaş) ou Marmete (em armênio: Մարմետ; romaniz.: Marmet) é uma almofala (bairro) no distrito e município de Tusba, na província e área metropolitana de Vã, na Turquia.

## História
Historicamente, seu território era ocupado pela aldeia de Marmete, que ficava localizado de 11 a 12 quilômetros a noroeste da cidade de Vã, de três a quatro quilômetro da margem do lago de Vã, às margens do rio Marmete. Marmete e outras aldeias faziam parte da diocese de Quetuse (Ktucʼ). Em 1118, o monge João escreveu A Interpretação de Isaías aqui, e em 1421, o padre Simeão copiou o Evangelho. Era sobremaneira conhecida pelo cultivo de cereais, mas sua população também se dedicou à jardinagem, ao cultivo de vegetais, à criação de animais, ao artesanato (cerâmica) e à caça de falcoaria. No Império Otomano, fez parte do caza (distrito) de Timar, do sanjaco de Vã, do vilaiete de Vã. Na década de 1850, havia 82 casas com 509 moradores e, em 1909, havia 135 casas com 687 moradores. Em 1895, os turcos a saquearam e destruíram. Em 1915, sua população armênia foi deportada e massacrada no contexto do genocídio armênio.